# Lucía Hiriart

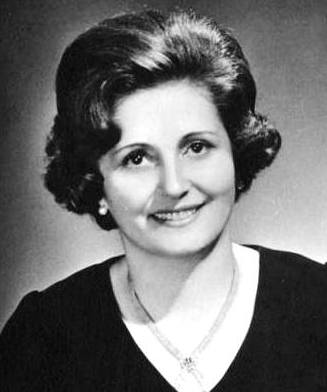
Lucía Hiriart (1974)

María Lucía Hiriart Rodríguez, verheiratet auch Lucía Hiriart de Pinochet, auch bekannt als Doña Lucía (* 10. Dezember 1922 in Antofagasta; † 16. Dezember 2021 in Lo Barnechea, Santiago de Chile), war die Ehefrau des chilenischen Generals und Diktators Augusto Pinochet. Vom 17. Dezember 1974 bis zum 11. März 1990 war sie Primera Dama Chiles, während ihr Mann als nicht gewählter chilenischer Präsident fungierte.

## Leben

### Herkunft
Doña Lucía entstammte einer wohlhabenden Familie der chilenischen Aristokratie. Sie war das älteste von vier Kindern von Osvaldo Hiriart Corvalán (1895–1982), einem Rechtsanwalt und Bergbauinvestor, der von 1937 bis 1945 Senator der Radikalen Partei und 1943/44 chilenischer Innenminister unter Präsident Juan Antonio Ríos Morales war. Ihre Mutter Lucía Rodríguez Auda (1903–1996), deren Vater ebenfalls ein reicher Rechtsanwalt gewesen war, erregte zu ihrer Zeit Aufmerksamkeit, weil sie in der Öffentlichkeit rauchte, Auto fuhr und Hosen trug. Ihr Vater hatte baskische Wurzeln und stammte aus der Familie des französischen Schriftstellers und Revolutionärs Dominique Joseph Garat; ihr Großvater war ein Veteran des Salpeterkrieges und Bürgermeister von Talca. Mütterlicherseits hatte sie ebenfalls einen im 19. Jahrhundert aus Frankreich eingewanderten Urgroßvater. Ebenfalls über ihre Mutter stammte sie von einem Bruder von José Antonio Rodríguez Zorrilla (1752–1832) ab, dem royalistischen Bischof von Santiago de Chile zur Zeit des chilenischen Unabhängigkeitskriegs, und war eine direkte Nachfahrin des Konquistadors Alonso de Góngora Marmolejo (1523–1576), der Pedro de Valdivia begleitete.

### Offiziersfrau
Mit zehn Jahren zog Lucía Hiriart mit der Familie nach Santiago de Chile. Dort besuchte sie das Wirtschaftslyzeum Liceo San Bernardo in El Bosque und studierte anschließend Vorschulpädagogik und Betriebswirtschaft. Trotz Bedenken ihres Vaters, der die Verbindung wegen der unbedeutenden gesellschaftlichen Stellung ihres Verlobten missbilligte, heiratete sie am 29./30. Januar 1943 den damaligen Leutnant an der chilenischen Infanterieschule Augusto Pinochet Ugarte, mit dem sie zuvor anderthalb Jahre zusammen und seit einem Jahr verlobt war. Sie hatte ihn als Schülerin mit 16 Jahren bei einer Wohltätigkeitssammlung auf der Straße kennen gelernt. Die Hochzeit war aufgrund der Prominenz des Brautvaters, der zu dieser Zeit als maßgeblicher Politiker der Radikalen Partei wahrgenommen und wenige Monate später zum Minister ernannt wurde, ein gesellschaftliches Ereignis, an dem der damalige Staatspräsident Juan Antonio Ríos mit seiner deutschstämmigen Gattin Marta Ide und mehrere Minister teilnahmen.
Lucía bekam fünf Kinder, drei Töchter (Inés Lucía, María Verónica, Jacqueline Marie) und zwei Söhne (Augusto Osvaldo und Marco Antonio). Während der Militärkarriere Pinochets war die Familie häufig in wirtschaftlichen Schwierigkeiten, die auch durch den Lebensstil seiner Frau bedingt gewesen sein sollen. Von 1956 bis 1959 hielt sie sich zusammen mit ihrer Familie in Quito in Ecuador auf, wo ihr Mann einer Militärmission angehörte. Aus dieser Zeit stammen ihre Kontakte in der ecuadorianischen Oberschicht.

### Repräsentantin der Diktatur

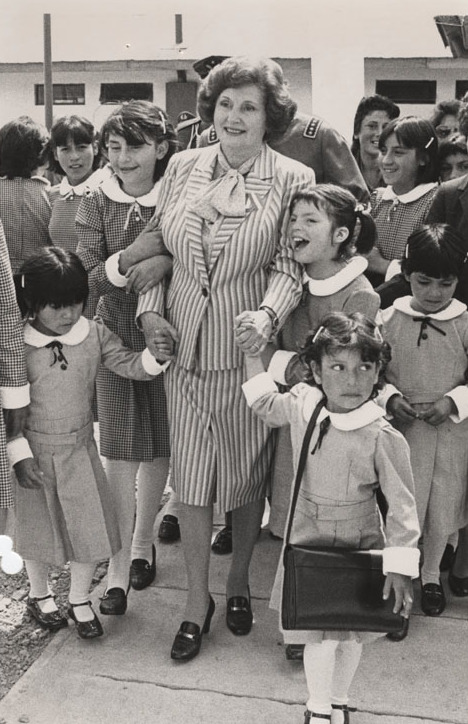
Lucía Hiriart 1984 beim Besuch einer Mädchenschule

Nach Aussage Augusto Pinochets spielte der Rat seiner Frau eine maßgebliche Rolle für seinen Entschluss zur Beteiligung am Putsch in Chile 1973. Auch während der Herrschaft ihres Mannes gehörte sie zu seinen engsten politischen Ratgebern und nahm Einfluss auf zahlreiche Entscheidungen des Diktators. Zu ihren Vertrauten gehörte Pinochets Geheimdienstchef Manuel Contreras, für den sie sich 1977 massiv einsetzte, als ihr Mann ihn auf amerikanischen Druck hin als Chef der DINA entlassen sollte. Ihr Büro mit zahlreichen Mitarbeiterinnen unterhielt sie zunächst im 17. Stock des Edificio Diego Portales, das bis 1981 Sitz der Militärregierung unter Führung ihres Mannes war. Ab 1981 residierte Lucía Hiriart mit ihrem engsten weiblichen Stab im Südostflügel des nach den Zerstörungen durch die Bombardierung während des Putsches wieder aufgebauten Präsidentenpalastes La Moneda.
Sie übernahm neben zahlreichen weiteren Organisationen die Führung der traditionell von der Präsidentengattin geleiteten „Mütterstiftung“ CEMA Chile, einer weiblichen Freiwilligenorganisation, die sie straff militärisch strukturierte und zu einer wirtschaftlich mächtigen Institution ausbaute. Die CEMA erhielt während der Diktatur 20 Prozent der chilenischen Staatslotterieeinnahmen und erwarb zahlreiche Immobilien. Die Vereinigung mit fast einer Million Mitgliedern, darunter der Großteil der Offiziersfrauen, beschäftigte mehr als 35.000 ehrenamtliche Helferinnen und wurde als paralleler Machtapparat eigener Art wahrgenommen, da Lucía Hiriart über die Organisation informell eine starke soziale Kontrolle insbesondere im Offizierskorps ausübte. Hiriart behielt die Präsidentschaft der Stiftung über das Ende der Militärdiktatur hinaus bis 2016 bei. Bis zu einer Gesetzesänderung im Jahr 2005 erhielt die Organisation auch noch öffentliche Gelder.
Aufgrund der internationalen Vorbehalte gegen das Militärregime in Chile unternahm Lucía Hiriart im Vergleich zu anderen Staatschefgattinnen während der Regierungszeit ihres Mannes nur sehr wenige Staatsbesuche ins Ausland. Der bedeutendste fand im November 1975 statt, als sie mit ihrem Mann am Begräbnis von Francisco Franco in Spanien teilnahm. Privat reiste sie allerdings viel ins Ausland und pflegte auch politische Kontakte. So traf sie im November 1982 bei einer USA-Reise mit ihren Töchtern und den CEMA-Direktorinnen im Weißen Haus in Washington zu einem informellen Austausch mit Nancy Reagan zusammen, nachdem deren Mann Ronald Reagan die Menschenrechtsentwicklung in Chile kurz zuvor gelobt und eine Verbesserung der bilateralen Beziehungen in Aussicht gestellt hatte. Im April 2013 sandte sie aus eigener Initiative und ohne diplomatische Abstimmungen ein Beileidstelegramm an den britischen Premierminister David Cameron und kondolierte ihm zum Tode von Margaret Thatcher, die sie wegen der Freundschaft mit ihrem Mann als Verbündete und Vorbild betrachtete. Neben Thatcher, die sie auch im Auftreten nachahmte, war Eva Perón ein weiteres Vorbild, als deren chilenisches Abbild sie sich in ihren Wohltätigkeitsaktivitäten stilisierte.
Die Niederlage Pinochets beim Volksentscheid über die Verlängerung seiner Präsidentschaft im Frühling 1988 bedeutete einen Schock für seine Ehefrau, die sich das Ergebnis nicht erklären konnte und heftige Vorwürfe gegen die Vereinigten Staaten und die Katholische Kirche erhob. Ein Versuch von Pinochet-Anhängern, sie selbst zur Kandidatur bei den Präsidentschaftswahlen des folgenden Jahres zu bewegen, scheiterte jedoch an den politischen Realitäten.

### Straflosigkeit im Ruhestand

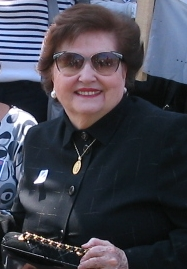
Lucía Hiriart 2007 bei einer Veranstaltung zur Verteidigung wegen Menschenrechtsverletzungen belangter Offiziere

Im Jahr 2005 wurde sie im Zusammenhang mit dem 2004 aufgedeckten Skandal um geheime Konten ihres Mannes bei der Washingtoner Riggs Bank von der chilenischen Steuerbehörde wegen Steuerhinterziehung angeklagt und saß für einen Tag in Untersuchungshaft. Am 25. November 2006, dem 91. Geburtstag ihres Mannes, verlas sie vor dessen Anhängern das Kommuniqué, mit dem Augusto Pinochet die politische Verantwortung für alle Taten während seiner Herrschaft übernahm, deren Notwendigkeit beteuerte und der Armee für den Sturz Allendes dankte. Nachdem Pinochet zwei Wochen später am Geburtstag Hiriarts gestorben war, wurde das Korruptionsverfahren gegen sie und andere Beschuldigte im Januar 2007 vom Appellationsgericht Santiago eingestellt; nur gegen den Testamentsvollstrecker General Pinochets und gegen ihren Sohn Marco Antonio blieben Anklagen anhängig. Im Zuge weiterer Ermittlungen wurde sie im Oktober 2007 zusammen mit ihren fünf Kindern und 17 weiteren Personen (darunter drei früheren Generälen, einem Ex-Anwalt und einer Ex-Privatsekretärin Pinochets) unter dem Vorwurf der Unterschlagung und der Verwendung falscher Pässe erneut verhaftet. Sie wurden beschuldigt, während Pinochets Herrschaft illegal 27 Mio. US-Dollar auf ausländische Bankkonten transferiert zu haben. Durch die Einweisung in ein Militärkrankenhaus aufgrund eines vermuteten Schlaganfalls konnte sich die damals 84-Jährige dem für sie vorgesehenen Hausarrest entziehen, während ihre Kinder bis zur Freilassung auf Kaution zwei Tage im Gefängnis bleiben mussten. Wenige Wochen später wurde die Anklage gegen sie und vier ihrer Kinder vom Appellationsgericht erneut niedergeschlagen.
Im Juni 2009 besuchte Lucía Hiriart die Trauerfeierlichkeiten für die im Alter von 101 Jahren verstorbene Rosa Markmann (1908–2009), die mit ihr befreundete Witwe des chilenischen Präsidenten Gabriel González Videla (a. 1946–1952). Markmann, die als „die Evita Perón von Chile“ apostrophiert wurde und das Frauenwahlrecht in Chile durchgesetzt hatte, war die erste chilenische Präsidentengattin, die ein eigenes Büro im Präsidentenpalast unterhielt, und hatte Pinochets Regime bis zum Ende seiner Herrschaft öffentlich unterstützt.
Im August 2016 legte Hiriart die Führung der Mütterstiftung nach 43 Jahren nieder, nachdem über Monate wegen Veruntreuungsvorwürfen gegen sie ermittelt worden war. Sie hatte 1998 und 1999, als ihr Mann in London unter Hausarrest stand, insgesamt 100.000 US-Dollar aus dem Vermögen der Stiftung in die britische Hauptstadt geschafft, um seinen Lebensunterhalt zu finanzieren. Auch auf Konten bei der Riggs Bank waren seit 1996 Gelder aus Grundstücksverkäufen der Institution in unbekannter Gesamthöhe transferiert worden. Mehrere Immobilien der Stiftung mussten im Zuge der Ermittlungen an den chilenischen Staat übergeben werden. Im Dezember 2016 wurde Hiriart gerichtlich einvernommen und bestritt die Vorwürfe. Nach einem im März 2018 erzielten gerichtlichen Vergleich wurde CEMA Chile Anfang 2019 aufgelöst, nachdem die verbliebenen 108 Immobilien im Wert von 7,6 Mrd. Peso (2018 umgerechnet rd. 10 Mio. Euro) ins Staatseigentum zurückgegeben worden waren.

### Doña Lucía als Hochbetagte
Lucía Hiriart verbrachte ihre letzten Lebensjahre in einer Wohnung in Lo Barnechea im Norden Santiagos, wo auch ihre Kinder und Enkel leben. Seit der Jahreswende 2016/17 musste sie immer wieder wegen akuter Gesundheitsbeschwerden im Krankenhaus behandelt werden. So kam sie am 30. Dezember 2018 in ein Militärkrankenhaus, nachdem sie in ihrer Wohnung gestürzt war und sich den Arm und mehrere Rippen gebrochen hatte.
An die Öffentlichkeit trat sie zuletzt im April 2020 mit einem im Mercurio veröffentlichten Nachruf auf Sergio Onofre Jarpa (1921–2020), eine Identifikationsfigur der chilenischen Rechten und Innenminister unter Pinochet, der im Alter von 99 Jahren nach einer Infektion mit SARS-CoV-2 verstorben war. Das Bekanntwerden von Fotos von der Feier ihres 98. Geburtstags im Dezember 2020 führte zu öffentlicher Kritik wegen einer möglichen Nichtbeachtung der durch die Covid-19-Pandemie bedingten Begrenzung der Teilnehmerzahl an privaten Treffen in Innenräumen.
Anfang August 2021 musste sie wegen obstruktiver Bronchitis stationär behandelt werden und blieb zehn Tage im Militärkrankenhaus. Vom 19. August bis zum 3. September 2021 verbrachte Hiriart wegen Atemwegskomplikationen erneut zwei Wochen im Militärkrankenhaus und erhielt Sauerstoff. Der Senator Iván Moreira von der rechtsgerichteten UDI kritisierte die Chilenen, die ungeduldig Hiriarts Tod erwarteten, und gab seiner Hoffnung Ausdruck, dass sie trotz Covid-19-Pandemie älter als 100 Jahre werden könnte.

### Aberkennung der Ehrenbürgerwürde
Am 10. August 2021 wurde Lucia Hiriart von der Stadt Temuco auf Antrag des sozialistischen Stadtrats Esteban Barriga die Ehrenbürgerwürde entzogen, die ihr am 30. Oktober 1976 gemeinsam mit ihrem Mann von dem damaligen Bürgermeister Germán Becker Baechler verliehen worden war. Der zehnköpfige Stadtrat hatte dem Antrag mit neun Stimmen und einer Enthaltung zugestimmt. Mit dem symbolischen Akt, Pinochet und seine Frau aus der Ehrenbürgerliste zu streichen, sollte an die mehr als 177 zwischen dem 11. September 1973 und dem Ende der Diktatur 1990 in Temuco verhafteten und verschwundenen Bürger erinnert werden.
Im September 2021 wurde ihr zugleich mit ihrem verstorbenen Mann auch die Ehrenbürgerwürde der Stadt Valdivia mit 7 zu 1 Stimmen bei einer Enthaltung vom dortigen Stadtrat entzogen. Carla Amtmann (RD), die Bürgermeisterin von Valdivia, bezeichnete die Ehrung, die Hiriart seit 1983 innehatte (Augusto Pinochet seit 1978), als „ein symbolisches Vermächtnis, das wir ohne Zweifel aus der Welt schaffen wollen“.
Lucía Hiriart galt als die letzte überlebende Ikone der Militärdiktatur in Chile und war in der chilenischen Öffentlichkeit äußerst unbeliebt.

### Tod
Lucía Hiriart starb wenige Tage nach ihrem 99. Geburtstag im Haus ihres Sohnes Marco Antonio in Lo Barnechea, Santiago de Chile. Bei der Nachricht von ihrem Tod kam es in der Hauptstadt zu spontanen Hupkonzerten; feiernde Menschen zogen auf die Plaza Italia. Hiriart starb drei Tage vor der Stichwahl um die Präsidentschaft in Chile zwischen dem linken Politiker Gabriel Boric und dem rechtsgerichteten Kandidaten José Antonio Kast. Kast hatte zu Beginn seiner Kandidatur mit dem Slogan geworben: „Pinochet würde mich wählen.“ Beide Kandidaten gaben kurze Stellungnahmen ab, wobei Kast sich zurückhaltend äußerte und Boric bedauerte, dass Hiriart für den Schmerz und die Spaltung, die sie dem Land bereitet hat, nie zur Rechenschaft gezogen wurde.
Nach der Totenwache, zu der nur engste Familienangehörige zugelassen waren, wurde ihr Leichnam auf dem Friedhof von Huechuraba eingeäschert und die Urne wiederum unter Ausschluss der Öffentlichkeit auf dem privaten Anwesen Los Boldos der Familie Pinochet in Bucalemu in der Provinz Cardenal Caro bestattet, wo sich auch die Grabkapelle mit der Gruft ihres Mannes befindet.

## Familie
Während ihre Mutter am Gesellschaftsleben ihrer ältesten Tochter als Primera Dama aktiv teilnahm, hielt der Vater Osvaldo Hiriart Corvalán nach dem Militärputsch Abstand zu ihr und lehnte das undemokratische Regime Pinochets erklärtermaßen ab. Über seinen Tod im November 1982 berichteten die regierungstreuen Medien entsprechend zurückhaltend. Ihr Bruder Osvaldo (1925–1992), ein Agraringenieur, erbte das väterliche Gut in Pencahue in der Provinz Talca und wurde in den 1980er Jahren Bürgermeister der Gemeinde. Als solcher ernannte er Augusto Pinochet am 10. März 1988 zum Ehrenbürger des Ortes. Ihr jüngster Bruder Sergio Hiriart (1935–2018) war bis 1976 als Kulturattaché an der chilenischen Botschaft in Quito (Ecuador) tätig und heiratete eine Ecuadorianerin. Ihre jüngere Schwester Tatiana Hiriart Rodríguez (1927–2020) war mit dem Unternehmer Vladimir Luksic Abaroa (1924–2021) verheiratet, dem älteren Bruder des chilenischen Industriellen und Milliardärs Andrónico Luksic Abaroa (1926–2005).

## Film
Lucía Hiriart ist eine der Hauptfiguren in dem Horrorfilm El Conde von Pablo Larraín aus dem Jahr 2023, wo sie von Gloria Münchmeyer dargestellt wird und als Vampir zusammen mit ihrem Butler versucht, ihren Mann und dessen Mutter Margaret Thatcher zu töten, die ebenfalls Vampire sind und sie schließlich besiegen.